# Golden State Warriors 2006-2007
La stagione 2006-07 dei Golden State Warriors fu la 58ª nella NBA per la franchigia.
I Golden State Warriors arrivarono secondi nella Pacific Division della Western Conference con un record di 42-40. Nei play-off vinsero il primo turno con i Dallas Mavericks (4-2), perdendo poi la semifinale di conference con gli Utah Jazz (4-1).

## Risultati
| Team                  | W  | L  | PCT. |
| --------------------- | -- | -- | ---- |
| Phoenix Suns          | 61 | 21 | 74,4 |
| Los Angeles Lakers    | 42 | 40 | 51,2 |
| Golden State Warriors | 42 | 40 | 51,2 |
| Los Angeles Clippers  | 40 | 42 | 48,8 |
| Sacramento Kings      | 33 | 49 | 40,2 |

## Roster
| N° | Naz.                   | Ruolo | Sportivo             | Anno | Alt. | Peso \|\| |
| -- | ---------------------- | ----- | -------------------- | ---- | ---- | --------- |
| 0  | Stati Uniti (bandiera) | G     | Dajuan Wagner        | 1983 | 188  | 91        |
| 1  | Stati Uniti (bandiera) | A     | Stephen Jackson      | 1978 | 203  | 99        |
| 1  | Stati Uniti (bandiera) | A     | Troy Murphy          | 1980 | 211  | 111       |
| 2  | Francia (bandiera)     | GA    | Mickaël Piétrus      | 1982 | 198  | 98        |
| 3  | Stati Uniti (bandiera) | A     | Al Harrington        | 1980 | 206  | 104       |
| 3  | Stati Uniti (bandiera) | G     | Anthony Roberson     | 1983 | 188  | 82        |
| 4  | Stati Uniti (bandiera) | G     | Keith McLeod         | 1979 | 188  | 85        |
| 5  | Stati Uniti (bandiera) | G     | Baron Davis          | 1979 | 191  | 95        |
| 7  | Nigeria (bandiera)     | G     | Kelenna Azubuike     | 1983 | 196  | 100       |
| 8  | Stati Uniti (bandiera) | G     | Monta Ellis          | 1985 | 191  | 79        |
| 9  | Stati Uniti (bandiera) | A     | Ike Diogu            | 1983 | 203  | 113       |
| 12 | Stati Uniti (bandiera) | A     | Renaldo Major        | 1982 | 201  | 91        |
| 15 | Lettonia (bandiera)    | C     | Andris Biedriņš      | 1986 | 211  | 109       |
| 21 | Stati Uniti (bandiera) | A     | Josh Powell          | 1983 | 206  | 102       |
| 22 | Stati Uniti (bandiera) | A     | Matt Barnes          | 1980 | 201  | 107       |
| 23 | Stati Uniti (bandiera) | G     | Jason Richardson     | 1981 | 198  | 100       |
| 26 | Stati Uniti (bandiera) | C     | Patrick O'Bryant     | 1986 | 213  | 118       |
| 31 | Stati Uniti (bandiera) | C     | Adonal Foyle         | 1975 | 208  | 113       |
| 33 | Lituania (bandiera)    | G     | Šarūnas Jasikevičius | 1976 | 193  | 88        |
| 34 | Stati Uniti (bandiera) | GA    | Mike Dunleavy        | 1980 | 206  | 100       |

## Staff tecnico
- Allenatore: Don Nelson
- Vice-allenatori: Stephen Silas, Travis Schlenk, Keith Smart, Russell Turner, Larry Riley
- Preparatore atletico: Tom Abdenour
- Assistente preparatore atletico: Frank Bernard
- Direttore dello sviluppo atletico: Mark Grabow
- Preparatore fisico: John Murray